# 보닛마카크

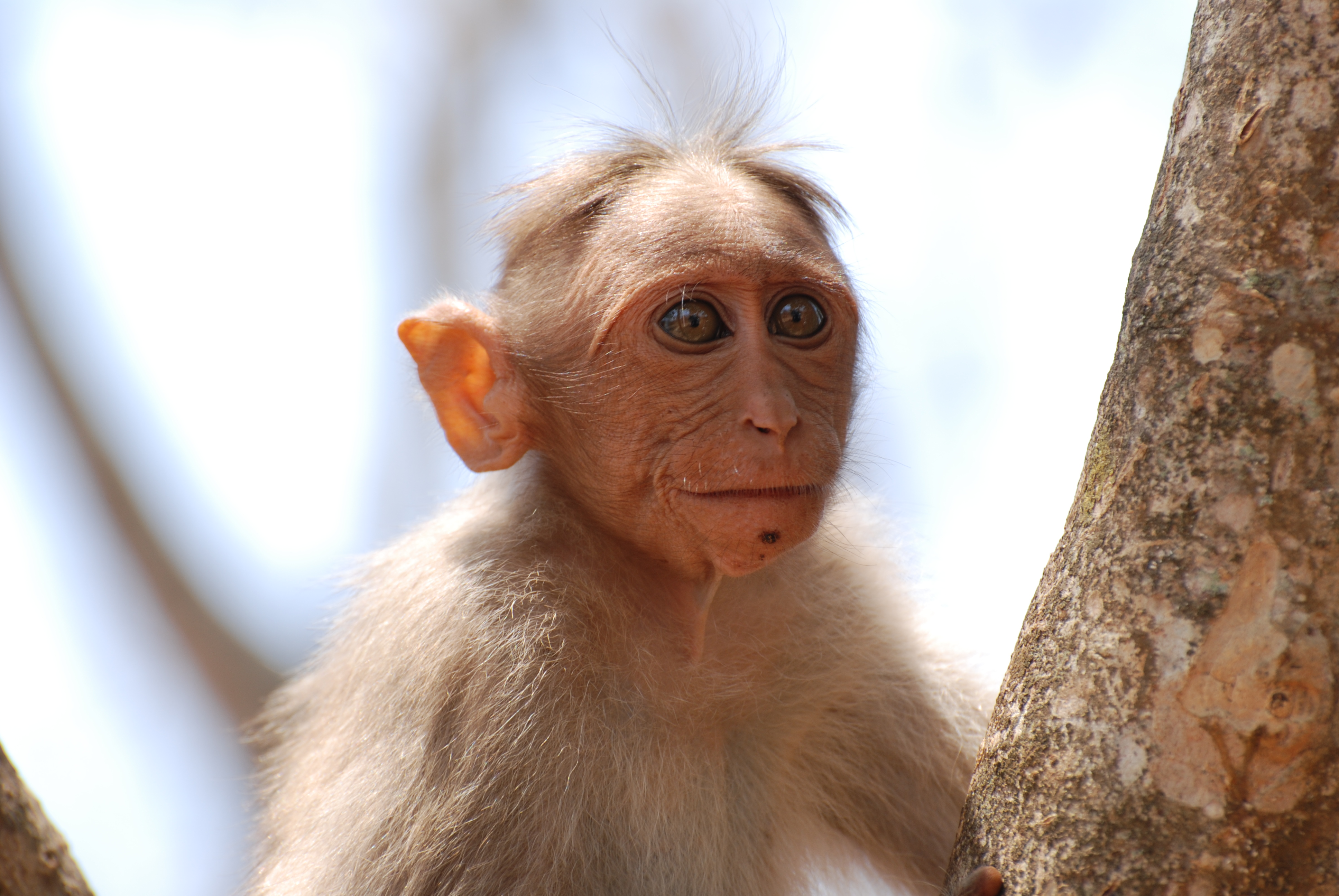

보닛마카크 또는 보닛원숭이, 보넷원숭이(Macaca radiata)는 인도 남부가 원주지인 마카크의 일종이다. 이들의 분포는 인도양의 3면과 고다바리강, 탑티강에 둘러싸여 있으며, 북부의 히말라야원숭이와 경쟁하는 종의 하나이다.
인도 남부에서 이 마카크는 사람이 사는 지역에 살며, 사람이 준 음식을 먹거나, 농작물과 인가에 침입하기도 한다.
원산지에서는 흔히 볼 수 있으며 10∼60마리의 무리를 이루어 농장이나 시가지까지 돌아다닌다. 집단의 크기나 수컷 리더의 존재 등은 일본원숭이의 사회와 비슷한 형태이다. 반지상(半地上), 반수상(半樹上) 생활을 한다.
구세계원숭이는 일종의 주행성 동물이다. 몸길이는 35-60 cm이고, 꼬리는 35-68 cm이다. 수컷의 몸무게는 5.5–9 kg, 암컷은 3.5-4.5 kg이다. 수명은 30이상이다. 토크마카크와 비슷한 원숭이로서, 얼굴에 털이 없고 정수리에만 모자 모양의 털이 있는 기묘한 모양을 하고 있다.
보닛마카크의 먹이는 과일과, 견과류, 씨앗, 꽃, 무척추동물 그리고 곡물 등이다.
천적은 호랑이, 표범, 개, 인도비단뱀 다.
보닛마카크는 2종의 아종, Macaca radiata radiata과 Macaca radiata diluta가 식별되어 있다.

## 위계성
다른 마카크들처럼 보닛마카크는 일종의 수평적인 위계성을 공유한다.이는 그 집단에서 가장 지배 우위를 갖는 수컷이 일종의 '알파' 수컷이 되고, 다음에 일종의 '베타' 수컷이 이를 따르고, 이를 '감마' 수컷이 따르는 것을 의미한다. 암컷도 또한 비슷하게 '알파' 암컷, '베타' 암컷, '감마' 암컷 등이 있다. 그 수컷과 암컷의 위계는 다르고, 겹치지도 않으며, 혼합된 형태도 아니다. 통상적으로 수컷이 암컷보다 상위에 있으나, 항상 그런 것은 아니다.
암컷은 안정적인 위계성을 지니고 있어서 변화가 거의 일어나지 않지만, 수컷의 위계성은 매우 역동적이다.